# Забастовка аниматоров Disney
Забастовка сотрудников Walt Disney Productions, проходившая с 29 мая по 21 сентября 1941 года. Забастовка была вызвана недовольством системой начисления заработной платы и распределения привилегий на студии. В течение почти четырёх месяцев пикетчики всячески мешали производству мультфильмов.
Поначалу Уолт Дисней отреагировал увольнением большого числа работников, но в конце концов был вынужден принять условия Гильдии мультипликаторов (англ. Screen Cartoonist's Guild, SCG) и подписать с ней контракт, в котором, помимо многочисленных уступок, предусматривалось повторное трудоустройство уволенных, которые пожелали вернуться.

## История

### Предпосылки
В 1930-х годах, во времена Великой депрессии в Голливуде на различных киностудиях стали возникать профсоюзы работников, как ответная реакция на несправедливое отношение со стороны руководства. Одним из таких профсоюзов была Гильдия мультипликаторов (SCG), созданная в 1938 году после первой забастовки на Fleischer Studios в 1937 году.
К 1941 году президент SCG Герберт Сорелл заключил контракты со всеми крупными студиями мультипликации, кроме студии Диснея и Leon Schlesinger Productions (будущей Warner Bros. Cartoons). Однако, вскоре Леон Шлейзингер уступил и студия Диснея осталась последней.
У аниматоров студии Диснея были самые лучшие условия среди студий мультипликации и самая высокая зарплата, однако не было какой-то строгой системы премирования работников. Изначально 20% прибыли от короткометражных мультфильмов шли на премии сотрудникам, но со временем Дисней отказался от этой практики. Коммерческий успех мультфильма «Белоснежка и семь гномов» в 1937 году позволил Диснею построить новую большую студию в Бербанке, финансируемую за счёт займов. В этой студии выстроилась строгая иерархическая система, при которой такие привилегии, как доступ в ресторан, спортзал и парную, предоставлялись только сценаристам и ведущим аниматорам студии, которые, помимо всего прочего, получали просторные и удобные кабинеты. Разные отделы студии находились в разных зданиях, а доступ в каждое из них строго контролировался администраторами.
В том, как оплачивался труд аниматоров, не было никакой логики. Вы могли сидеть рядом с человеком, который занимается тем же, чем и вы, и получать на 20 долларов в неделю больше или меньше, чем он.
Провалы в прокате «Пиноккио» и «Фантазии» в 1940 году вынудили Диснея и руководство начать «затягивание поясов», что отчасти привело к сокращению части сотрудников, не занимавших руководящие должности. Кроме того, структура оплаты труда на студии была очень неорганизованной: в то время как высокопоставленные аниматоры могли получать до 300 долларов в неделю, другие, выполняющие ту же работу, получали всего 12. Также сотрудников заставляли ставить свои подписи на документах, в которых говорилось, что они работают по 40 часов в неделю, хотя на самом деле они работали больше. Помимо этого, многих аниматоров расстраивало то, что в титрах не указываются их фамилии.

### Накануне
С начала 1941 года Сорелл стал регулярно встречаться в отеле «Голливуд» с сотрудниками студии Диснея, чтобы выслушать их претензии и спланировать создание ячейки профсоюза на студии. Откликнулось большое число аниматоров, среди которых был Арт Бэббит. Бэббит был одним из высокооплачиваемых аниматоров студии и был одним из членов Федерации мультипликаторов, однако, он был разочарован тем, что не мог ничего сделать, находясь на этой должности, открыто недолюбливал Диснея и сочувствовал рядовым сотрудникам. Дисней не видел проблем в сформировавшейся на его студии системе и считал, что сотрудники должны быть благодарны за те условия, которые он организовал для них в новой студии.
Герберт Сорелл, Арт Бэббит и Билл Литлджон обратились к Диснею с просьбой заключить контракт с SCG, на что Дисней дал свой решительный отказ. В феврале 1941 года Дисней собрал всех сотрудников студии в зале для выступлений, на которой он высказал следующее:

Уолт Дисней:

За 20 лет, что я нахожусь у руля этого бизнеса, я пережил не мало бурь. Это было далеко не легкое плавание. Оно потребовало большого труда, борьбы, решительности, компетенции, веры, и прежде всего — бескорыстия. Некоторые из вас считают, что у нас здесь есть классовое неравенство. Они удивляются, почему некоторым достаются лучшие места в театре, а другим нет. Они удивляются, почему одни занимают места на парковке, а другие — нет. Я всегда считаю и буду считать, что те, кто вносит наибольший вклад в развитие организации, из уважения к ним, должны пользоваться некоторыми привилегиями. Моя первая рекомендация для всех вас: прежде всего наведите порядок в «своём доме». Вы ничего не добьётесь, если будете сидеть сложа руки и ждать, когда вам всё расскажут. Если ваши дела не продвигаются так, как хотели бы вы, вместо того чтобы жаловаться и рычать, сделайте что-нибудь.
Оригинальный текст (англ.)In the 20 years I've spent in this business I've weathered many storms. It's been far from easy sailing. It required a great deal of work, struggle, determination, competence, faith, and above all unselfishness. Some people think we have a class distinction in the place. They wonder why some people get better seats in the theatre than others. They wonder why some men get spaces in the parking lot and others don't. I have always felt, and always will feel that the men that contribute most to the organization should, out of respect alone, enjoy some privileges. My first recommendation to the lot of you is this; put your own house in order, you can't accomplish a damn thing by sitting around and waiting to be told everything. If you're not progressing as you should, instead of grumbling and growling, do something about it.
— Iadonisi, Bill. Disney’s Animators Strike of 1941. mickeynews.com (18 января 2018). Дата обращения: 11 мая 2025.
Данная речь привела к тому, что на сторону SCG перешло ещё больше сотрудников. Напряженность между Диснеем и Бэббитом достигла пика после того, как Дисней начал считать, что Бэббит лично предал его, став лидером профсоюза. Дисней уволил Бэббита и ещё 16 человек, которые присоединились к нему, что и стало отправной точкой к началу забастовки.

### Забастовка
29 мая 1941 года более 200 сотрудников объявили забастовку, вопреки совету Сорелла, который считал, что нужно было организовать забастовку тщательнее. В то время на студии происходило производство мультфильма «Дамбо». В отместку Дисней изобразил некоторых бастующих в этом мультфильме в виде карикатурно нарисованных клоунов.
Бастующие поддерживали карнавальную атмосферу, используя свои художественные навыки для рисования плакатов, на которых в юмористической форме высмеивали студию Диснея. В какой-то момент они даже пронесли имитацию гильотины, на которой обезглавили манекен Уолта Диснея. Аниматоры других студий выразили свою солидарность и помогали с производством плакатов. Среди поддержавших были сотрудники Technicolor, Williams, Pathé, которые саботировали сотрудничество со студией Диснея, а «Лига женщин покупательниц» (англ. League of Women Shoppers) пикетировала кинотеатры, в которых демонстрировались мультфильмы Диснея. В свою очередь, забастовщики также выразили свою солидарность с забастовщиками в других отраслях, например, изготовив плакаты для объединения работников автомобильной промышленности, бастовавших против North American Aviation.
Забастовка была прекращена после того, как Национальное управление по трудовым отношениям попросило Диснея подписать профсоюзный договор. Забастовщикам удалось привлечь внимание властей во время латино-американского турне Диснея в рамках политики «доброго соседа», когда они уведомили Государственный департамент США о готовящихся протестах против Диснея в странах Латинской Америки, в то время как, на правах посла доброй воли, у Диснея не должно быть конфликта с кем-либо в этих странах. В результате Служба примирения США организовала переговоры между сторонами в Вашингтоне и было достигнуто соглашение, которое включало восстановление в должности сотрудников, уволенных до забастовки, уравнивание зарплат и их более чёткую систему начисления, а также введение системы рассмотрения жалоб.

## Последствия
В результате забастовки студия Диснея потеряла большое число талантливых художников. Некоторые из них так и не вернулись обратно, несмотря на то, что имели право на это. Например, среди них были Билл Титла, Кеннет Мьюз, Престон Блэр, Уолтер Келли и другие, которые нашли себя в других анимационных студиях.
После Второй мировой войны в разное время на студию вернулись Ласк, Хи, Джонс, Уикс, Марш, Дункан, Шаффер, Хокинс, Салкин, Патин, Давидович, Локи, Батталья и Брэдбери. Кроме того, Дисней был вынужден снова нанять Арта Бэббита после того, как он подал иск за нарушение студией трудового законодательства, но в 1946 году он ушёл окончательно.
Дисней не простил забастовщиков и всю жизнь относился к участникам профсоюза с презрением. В одном из писем он писал, что результатом забастовки была очистка рядов студии от индивидуумов с шилом в заднице и от тех, которым мир должен за то, что они живут. Давая показания Комиссии по расследованию неамериканской деятельности, Дисней утверждал, что коммунизм сыграл ведущую роль в забастовке.
Многие участники забастовки были включены в Чёрный список Голливуда, например, Арт Хайнеманн — арт-директор «Фантазии»: он присоединился к забастовке из солидарности и впоследствии был уволен со студии, внесен в чёрный список, а его имя было удалено из титров.